# Enderleinellus paralongiceps
Enderleinellus paralongiceps är en insektsart som beskrevs av Kim 1966. Enderleinellus paralongiceps ingår i släktet Enderleinellus och familjen ekorrlöss. Inga underarter finns listade i Catalogue of Life.